# Lia Wöhr
Elisabeth "Lia" Wöhr (Frankfurt am Main, 26 juli 1911 - Oberursel, 15 november 1994) was een Duitse actrice, regisseur, danseres, zangeres en tv-producente.

## Jeugd en opleiding
Lia Wöhr groeide op als dochter van een bakker in het Frankfurtse Gallus. Toen ze de opera Salomé zag, besloot ze om danseres te worden, welk beroep ze meerdere jaren uitoefende. Daarna bezocht ze de toneelschool en kreeg aan het eind van de jaren 1920 haar eerste verbintenis in Berlijn als chansonzangeres. Ten slotte werd ze na haar afgeronde toneelopleiding gecontracteerd door het Stadttheater Halberstadt, waar ze echter in 1933 ontslag nam, omdat een Joodse collega eerder ontslagen werd. Ze ging terug naar Frankfurt en speelde daar klassieke rollen bij het Frankfurter Schauspiel. Haar regiedebuut maakte ze in 1937 voor een opera.

## Carrière

### Als actrice
Na de Tweede Wereldoorlog werd ze bekend door haar rol van Mama Hesselbach in de hoorspelseries Familie Hesselbach, Prokurist a.D. Hesselbach, Buro für Lebensberatung und Hesselbach GmbH van en met Wolf Schmidt. Als in 1960 uit de hoorspelserie een tv-serie werd onder de titel Die Firma Hesselbach, was ze ook hier erbij in haar rol als poetsvrouw Frau Siebenhals. Deze serie droeg ook bij aan haar populariteit. Tussendoor was ze ook altijd in Italië (Rome), Spanje (Madrid) en het Verenigd Koninkrijk (Londen) en ensceneerde daar Verdi, Wagner en Mozart als Elisabetta en Elisabeth Wöhr.

### Als producente
Lia Wöhr was de eerste vrouwelijke producente bij de Duitse televisie. Ze produceerde als Frau Wirtin naast Heinz Schenk de Äppelwoi-uitzending Zum Blauen Bock. Ook produceerde ze de Johannespassion van Bach en De vuurvogel van Stravinsky. Bovendien was ze jarenlang als producente verantwoordelijk voor de Duitse voorronden voor het Eurovisiesongfestival.

## Privéleven en overlijden
In 1976 ging ze met pensioen, maar trad nog sporadisch als actrice op in het Frankfurter Volkstheater. Ze overleed op 15 november 1994 in de leeftijd van 83 jaar. Ze woonde in Oberursel-Weißkirchen aan de westelijke stadsrand van Frankfurt.

## Onderscheidingen
- 1982 – Bundesverdienstkreuz 1e Klasse
- 1984 – Friedrich Stoltze Prijs
- 1992 – Hessischer Verdienstorden
- 1988 – Ereburger van de stad Oberursel

## Verder
In Frankfurt werd een gedenksteen geplaatst, die werd gesponsord door de Hessischer Rundfunk. Ook werd een openbare weg naar haar benoemd, de Lia-Wöhr-Weg. Ze was ook erelid van de vrijwillige brandweer van Oberursel-Weißkirchen.

## Filmografie
- 1954: Die Familie Hesselbach
- 1955: Die Familie Hesselbach im Urlaub
- 1956: Das Horoskop der Familie Hesselbach
- 1957: Der ideale Untermieter
- 1960–1967: Die Firma Hesselbach (als schoonmaakster in alle afleveringen, behalve in één)
- 1964: Doktor Murkes gesammeltes Schweigen (televisiefilm)
- 1972: Tatort – Der Fall Geisterbahn
- 1975: Die halbe Eva (televisiefilm)
- 1976: Der Winter, der ein Sommer war (televisiespel)
- 1977: Alt Frankfurt (televisiefilm)
- 1978: Magere Zeiten (televisiespel)
- 1978: Tatort – Zürcher Früchte
- 1979: Schweig, Bub! (televisiefilm)
- 1980: Guten Abend, Mrs. Sunshine (titelrol) (televisiefilm)
- 1980: Kaiserhofstraße 12 (televisiefilm)
- 1985: Tatort – Schmerzensgeld
- 1986: Tatort – Automord
- 1986: SOKO München (televisieserie, 1 aflevering)
- 1987: Die Wilsheimer (televisieserie, 1 aflevering)
- 1990: Der Millionenerbe (televisieserie, 1 aflevering)
- 1991: Der Hausgeist (televisieserie, 1 aflevering)
- 1991: Praxis Bülowbogen (televisieserie, 1 aflevering)
- 1991: Tatort – Rikki
- 1992: Diese Drombuschs (televisieserie, 1 aflevering)
- 1994: Ärzte (televisieserie, 1 aflevering)
- 1994: Tatort – Der Rastplatzmörder

- Gemeinsame Normdatei: 119194457
- Virtual International Authority File: 30341366
- WorldCat: E39PBJxmBdkFRcWhFyJRkp3hHC